# Station Nagata
Station Takaida (高井田駅, Nagata-eki) is een spoorweg- en metrostation in de stad Higashi-Osaka, gelegen in de Japanse prefectuur Osaka. Het wordt aangedaan door de Chūō-lijn en de Kintetsu Keihanna-lijn. Voor de eerstgenoemde is Nagata het eindstation, voor de laatste het beginpunt.

## Lijnen

### Chūō-lijnen deKintetsu Keihanna-lijn(stationsnummer C23)
| 1 | ■ Kintetsu Keihanna-lijn | richting Ikoma en Gakken Nara-Tomigaoka                 |
| 2 | ■ Chūō-lijn              | richting Morinomiya, Hommachi, Bentenchō en Cosmosquare |

## Geschiedenis
Het station werd in 1985 geopend aan de Chūō-lijn en vanaf 1986 stopt ook de Kintetsu Keihanna-lijn op het station.

## Stationsomgeving
- Verkeersknooppunt Higashi-Osaka
- Richmond Hotel Higashi-Osaka
- Autoweg 308
- Hanshin-autosnelweg 13
- MiniStop
- FamilyMart